# Disparomitus schultzei
Disparomitus schultzei är en insektsart som beskrevs av Peter Esben-Petersen 1928. 
Disparomitus schultzei ingår i släktet Disparomitus och familjen fjärilsländor. Inga underarter finns listade i Catalogue of Life.